# Jelizaveta Mavrikijevna Romanova orosz nagyhercegné
Jelizaveta Mavrikijevna orosz nagyhercegné, született Erzsébet szász–altenburgi hercegnő (németül: Prinzessin Elisabeth von Sachsen–Altenburg, oroszul: Великая княгиня Елизавета Маврикиевна Романова, teljes nevén Elisabeth Auguste Marie Agnes; Meiningen, 1865. január 25. – Lipcse, 1927. március 24.) szász–altenburgi hercegnő, házassága révén orosz nagyhercegné.

## Élete

### Származása és ifjúkora
Erzsébet Auguszta hercegnő 1865 telén látott napvilágot Móric szász–altenburgi herceg (1829–1907) és Auguszta Lujza szász–meiningeni hercegnő (1843–1919) második gyermekeként az öt közül. A családi hagyományoknak megfelelően az evangélikus hitre keresztelték, amely mellett Erzsébet hercegnő egész életében kitartott.
A hercegnő és testvérei gyermekként számos alkalommal utaztak Európa különböző uralkodói udvaraiba rokonaikhoz; szüleik igyekeztek széles látókört és műveltséget biztosító neveltetést nyújtani nekik.

### Házassága és gyermekei
A hercegnő 1882-ben ismerkedett meg távoli unokatestvérével, Konsztantyin Konsztantyinovics orosz nagyherceggel, aki Altenburgba látogatott édesanyja, Alexandra szász–altenburgi hercegnő rokonaihoz. Erzsébet hercegnő már a kezdetektől biztos volt a költői vénával megáldott Konsztantyin Konsztantyinovics iránti érzéseiben, a nagyherceg azonban közel egy évig nem írt a hercegnőnek, noha verseket írt hozzá.
1884. április 27-én házasodtak össze Szentpétervárott, de a frigy nehezen indult, mert az Oroszországban „Jelizaveta Mavrikijevna” néven ismert Erzsébet hercegnő nem volt hajlandó áttérni a lutheránus hitről az ortodoxra, mikor pedig a cári család megkövetelte azt. A vallási kérdésről a hercegnő így írt esküvője napján a nagyhercegnek: „Megígérem neked, hogy soha nem fogok semmi olyat tenni, amivel eltérő vallásainkból adódóan megharagíthatnálak vagy megsérthetnélek… csak annyit mondhatok neked újból, hogy mennyire nagyon szeretlek.”.
Konsztantyin nagyherceg titkolt homoszexualitása megkeseríthette volna a pár életét, azonban a nagyherceg igyekezett elnyomni ilyenfajta vágyait. A házasság harmonikusnak bizonyult, és kilenc gyermek született belőle:

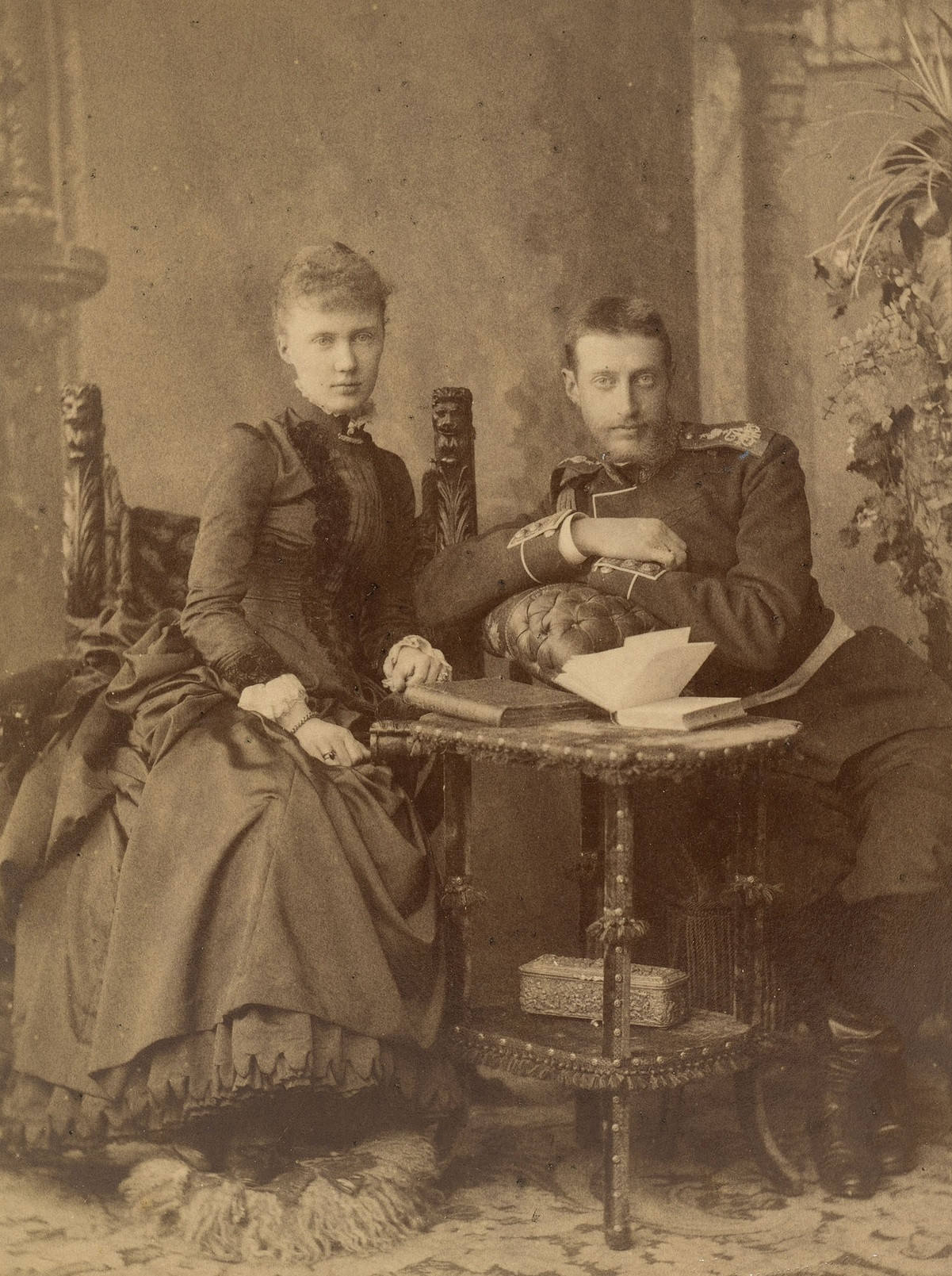
Jelizaveta Mavrikijevna és Konsztantyin Konsztantyinovics eljegyzési fényképe

- Ivan herceg (1886–1918), a Cári Hadsereg tisztje, a bolsevikok végezték ki
- Gavriil herceg (1887–1955)
- Tatyjana hercegnő (1890–1970), házassága révén grúz hercegné
- Konsztantyin herceg (1891–1918), a bolsevikok áldozata
- Oleg herceg (1892–1914), elesett az első világháborúban
- Igor herceg (1894–1918), a bolsevikok áldozata
- Georgij herceg (1903–1938)
- Natalja hercegnő (1905. március 23. – 1905. május 23.), kisgyermekként elhalálozott
- Vera hercegnő (1906–2001).

Jelizaveta Mavrikijevna és Konsztantyin Konsztantyinovics leszármazottjai III. Sándor cár rendelete értelmében nem viselték a nagyhercegi címet, mivel nagyapjuk nem volt cár. Ez – az alacsonyabb rang mellett – kisebb jövedelemmel is járt. A családban csak „Mavra” vagy „Lilinka” néven becézett Jelizaveta Mavrikijevna hamar beilleszkedett új otthonába; egyaránt közkedveltségnek örvendett a cári család és az egyszerű emberek körében. Szoros kötelék fűzte unokaöccséhez, II. Miklós cárhoz.

### Száműzetésben
1915-ben elhunyt Konsztantyin nagyherceg; özvegye soha többé nem vette le a gyászruhát, hasonlóan sok más korabeli asszonyhoz. Az első világháború kitörése fájdalmasan érintette a nagyhercegnét, hiszen német rokonai és orosz hozzátartózói ellentétes oldalon álltak. Nem sokkal a seregbe való bevonulása után elesett a nagyhercegné fia, Oleg herceg és veje, Bagratyion grúz herceg. A forradalom alatt a bolsevikok kivégezték három fiát, Igort, Konsztantyint és Ivant Alapajevszkben, Jelizaveta Fjodorovna nagyhercegnével együtt. Sógora ugyancsak a bolsevikok áldozata lett.
Maga Jelizaveta Mavrikijevna fiatalabb gyermekeivel és unokáival továbbra is a családi birtokon élt a bolsevikok házi őrizete alatt. Életkörülményeik egy idő után nagyon rosszak lettek, volt, hogy a palota bútorait kellett elcserélni élelemért cserébe. 1918 októberében a nagyhercegné és két gyermeke, illetve unokái négy hűséges cselédjükkel együtt Viktória svéd királyné meghívására és politikai nyomására engedélyt kaptak a bolsevik kormánytól az ország elhagyására. Az Ångermanland svéd hajó fedélzetén jutottak el Svédországba. A viszontagságos utazás – a szovjet vezetés kétszer, a német kormány egyszer vizsgáltatta át a hajó minden utasát és rakományát – után Stockholmban kötöttek ki; a svéd királyi család menedéket nyújtott nekik a királyi palotában. Később csatlakozott hozzájuk Tatyjana Konsztantyinovna hercegnő is, akit nagybátyja egyik katonája szöktetett ki Oroszországból. A hercegnő édesanyja és nagynénje biztatására nőül ment a tiszthez, és saját otthont alapított vele.
Jelizaveta Mavrikijevna életben maradt gyermekeivel, unokáival és menyével, Ilona szerb királyi hercegnővel élt a svéd fővárosban. Stockholmi életvitelük idővel túl költségesnek bizonyult, melyre nem volt elegendő pénzük, így a család I. Albert belga király invitálására Belgiumba költözött át. Jelizaveta nagyhercegné végig segítette menyét és idősebb leányát, aki hamar megözvegyült, és gyermekeivel együtt visszatért édesanyjához. Jelizaveta Mavrikijevna tevékeny szerepet játszott unokái nevelésében. Az özvegy nagyhercegné később hazatért szülőföldjére, Németországba. Altenburgban élt rokonai közelében, itt érte a halál 1927. március 24-én.